# 加拿分 (南非)

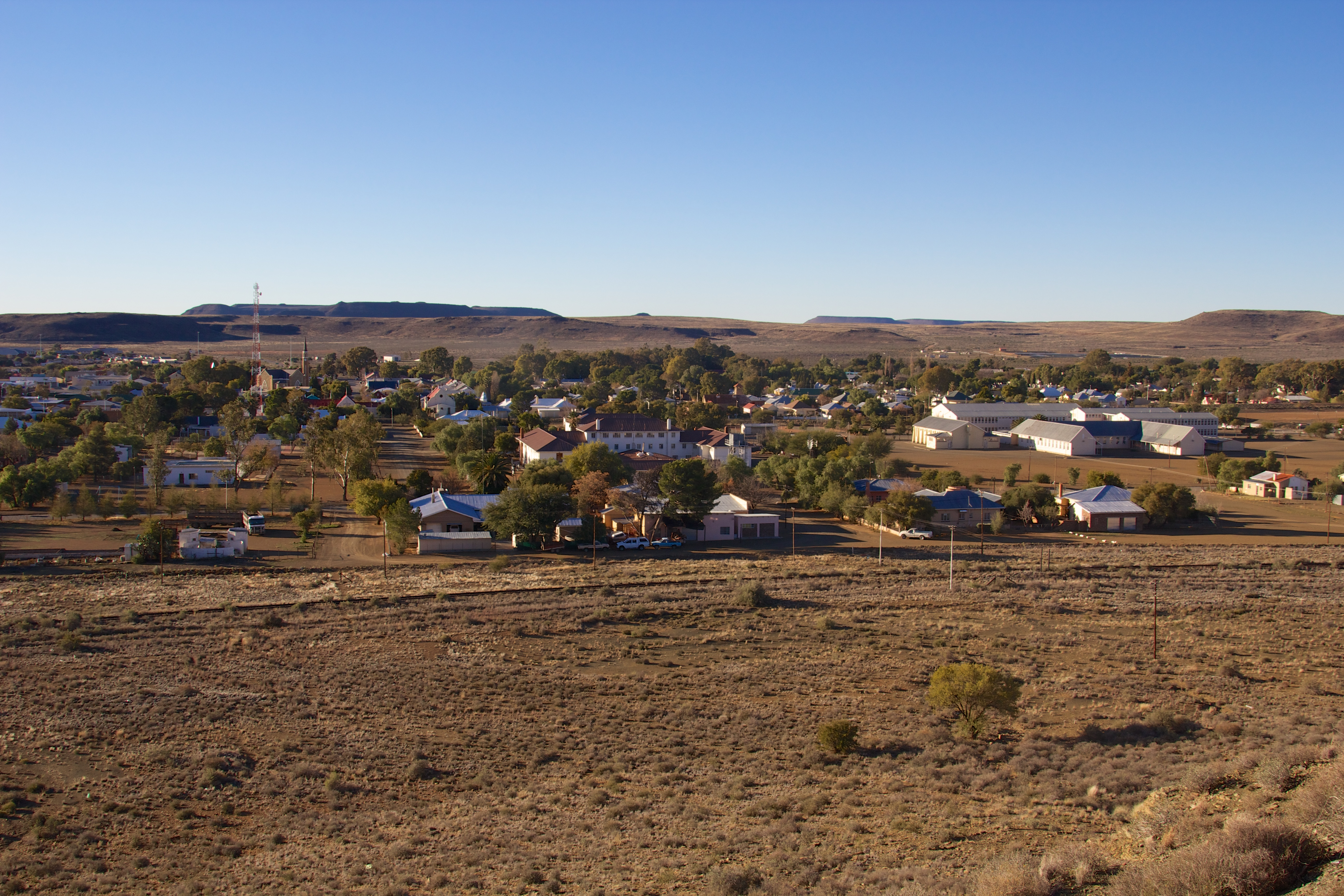
加拿分

卡那封（英語：Carnarvon）是南非北開普省的城鎮，位於該國中部，始建於1853年，面積8.07平方公里，海拔高度1,309米，2010年人口5,235，人口密度每平方公里650人。

## 外部連結
- History of Carnarvon
- Carnarvon